# Сен-Лё-д’Эссеран
Сен-Лё-д’Эссеран (фр. Saint-Leu-d'Esserent) — город на севере Франции, регион О-де-Франс, департамент Уаза, округ Санлис, кантон Монтатер. Расположен в 38 км к юго-востоку от Бове и в 43 к северу от Парижа, в 15 км от автомагистрали А1 «Нор» и в 17 км от автомагистрали А16 «Европейская», на правом берегу реки Уаза. На юге коммуны находится железнодорожная станция Сен-Лё-д’Эссеран линии Пьерле-Крей.
Население (2018) — 4 692 человека.

## История
Территория вдоль Уазы была заселена с доисторических времен. На месте нынешнего Сен-Лё-д’Эссеран были обнаружены следы поселений галло-римского периода, правления Меровингов и Каролингов. В городской церкви хранится саркофаг эпохи Меровингов, обнаруженный местными крестьянами.
В 1081 году Хью, граф де Даммартен, приказал построить здесь церковь в знак признательности монахам-бенедиктинцам за то, что они выкупили его из плена в Палестине. Достроенная в начале XII века церковь Святого Николая стала главной достопримечательностью и украшением города.
28 мая 1358 года в Сен-Лё-д’Эссеран местными жителями были убиты девять дворян. Это событие стало искрой, вызвавшей пламя крупнейшего крестьянского восстания в средневековой Франции, впоследствии известного
как Жакерия. Восстанние охватило север и центр Франции и отличалось крайней жестокостью с обеих сторон.
Во время Столетней войны англичане трижды — в 1419, 1430 и 1436 годах — брали и сжигали город. Еще раз он серьезно пострадал во время Второй мировой войны, когда было разрушено около 85 % городских зданий и сооружений.

## Достопримечательности
- Церковь Святого Николая XII века в готическом стиле
- Шато ла Гедьер XVII века, в настоящее время — здание мэрии

## Экономика
Структура занятости населения:
- сельское хозяйство — 3,6 %
- промышленность — 17,6 %
- строительство — 10,5 %
- торговля, транспорт и сфера услуг — 37,6 %
- государственные и муниципальные службы — 30,6 %

Уровень безработицы (2017) — 13,5 % (Франция в целом — 13,4 %, департамент Уаза — 13,8 %). 

Среднегодовой доход на 1 человека, евро (2018) — 22 760 (Франция в целом — 21 730, департамент Уаза — 22 150).

## Демография
Динамика численности населения, чел.

## Администрация
Пост мэра Сен-Лё-д’Эссеран с 2018 года занимает Фредерик Бессе (Frédéric Besset). На муниципальных выборах 2020 года возглавляемый им независимый список победил в 1-м туре, получив 85,62 % голосов.
| Период | Период | Фамилия              | Партия                  | Примечания                                                            |
| ------ | ------ | -------------------- | ----------------------- | --------------------------------------------------------------------- |
| 1965   | 1991   | Раймонд Карбон       | Коммунистическая партия |                                                                       |
| 1991   | 2001   | Даниэль Дюкро-Партуш | Коммунистическая партия |                                                                       |
| 2001   | 2008   | Ален Бланшар         | Коммунистическая партия | работник компании EDF, член Генерального совета и Совета департамента |
| 2008   | 2014   | Фредерик Бессе       |                         | учитель инженерной школы                                              |
| 2014   | 2018   | Мишель Эверт         |                         | инженер                                                               |
| 2018   |        | Фредерик Бессе       |                         | учитель инженерной школы                                              |

## Галерея

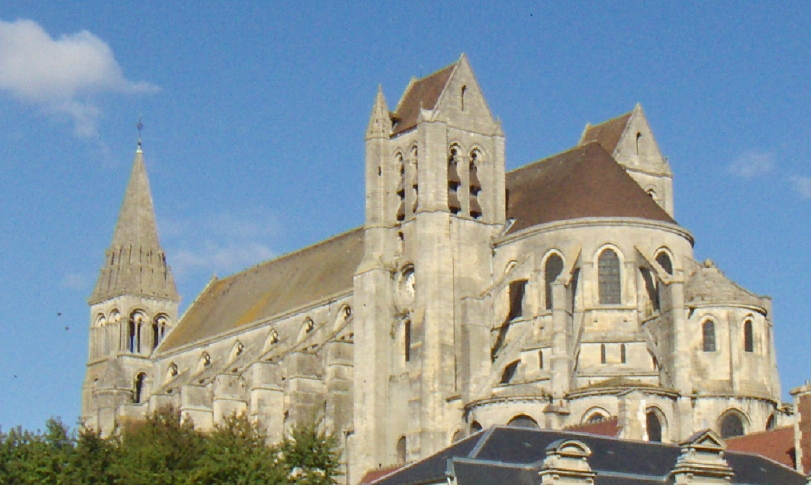
Церковь Святого Николая
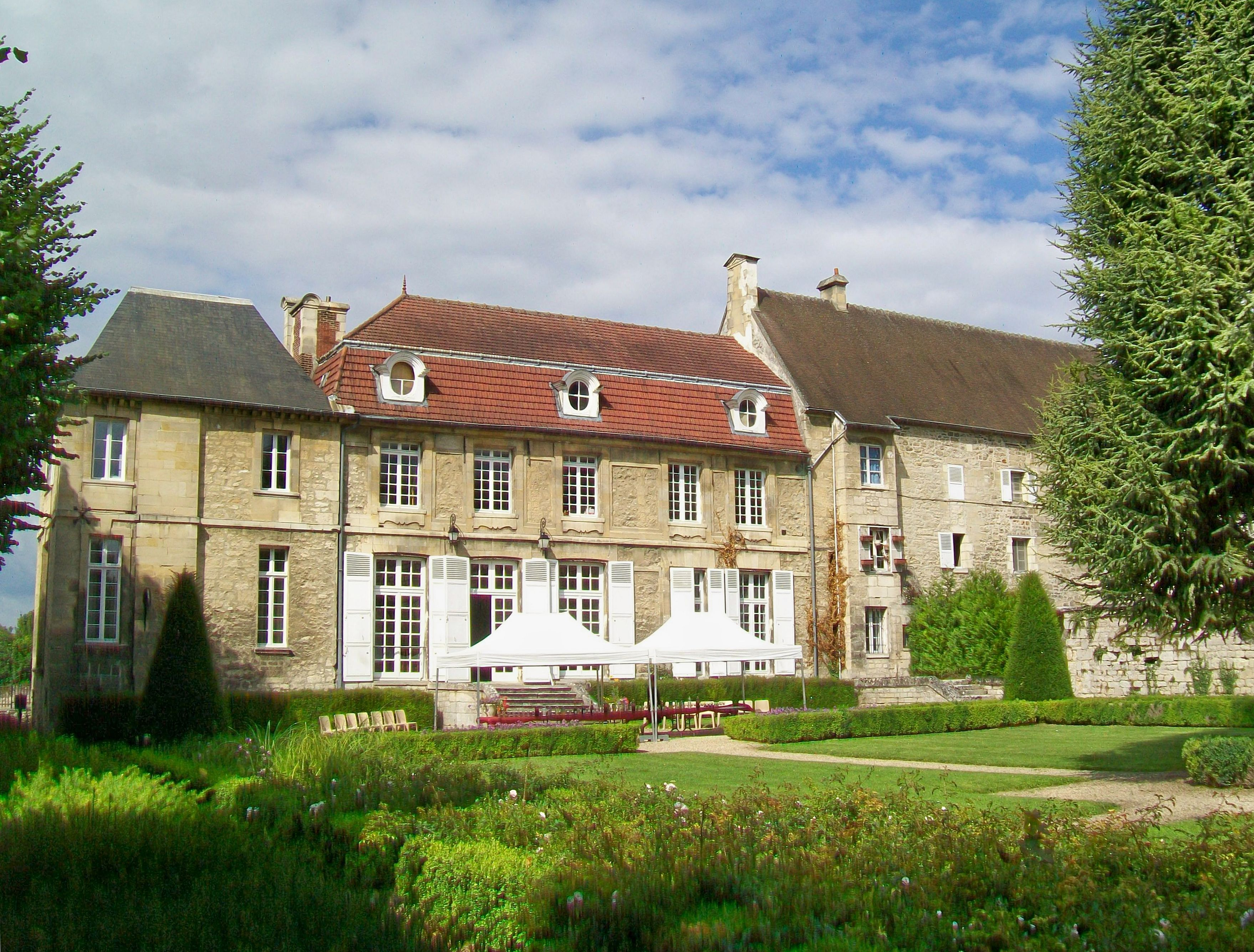
Шато ла Гедьер

1. 1 2  база данных о французских коммунах — Национальный географический институт Франции, 2015.